# Heinrich Brüggemann
Heinrich Brüggemann (12 de abril de 1920 - 18 de agosto de 1975) foi um oficial alemão que serviu durante a Segunda Guerra Mundial. Foi condecorado com a Cruz de Cavaleiro da Cruz de Ferro.

## Carreira

### Patentes
Feldwebel

### Condecorações
| Cruz de Ferro 2ª Classe                               |
| Cruz de Ferro 1ª Classe                               |
| Cruz de Cavaleiro da Cruz de Ferro 5 de abril de 1945 |